# Нагорний округ

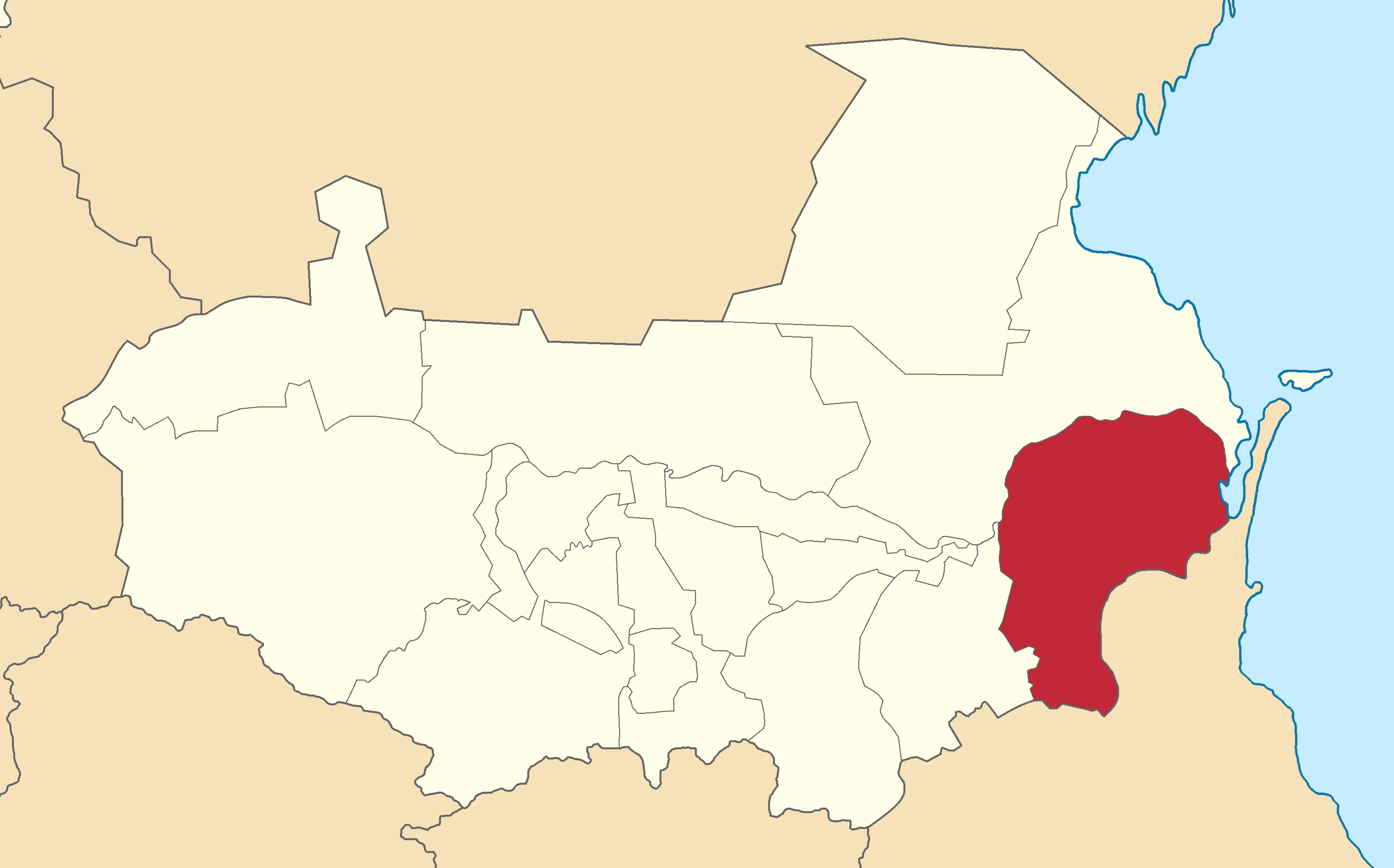
Нагорний округ (червоний колір) у складі Терської області.

Нагорний округ — адміністративна одиниця Терської області Російської імперії. Був утворений 1 жовтня 1862 з ділянок Кумицького округу: Ауховського, Салатовського і Зандакського. В 1869 Кумикський і Нагорний округи знову були об'єднані в єдину область, отримавши нову назву — Хасавюртовський округ Терської області (за назвою украплення Хасавюрт, що був центром возз'єднаного округу).

## Статистика
За статистичними відомостями (відомості здобуто камеральними описами, що проводилися в 1866—1867 рр.) про кавказьких горян, які перебували у Військово-народному управлінні, до якого належало населення Нагорного округу, до 1866—1867 рр. у Нагорному окрузі — відповідно 3 834 домогосподарств та 17 860 мешканців. З чеченським (67 %) та аварським (33 %) населенням.

## Історія
Округ складався з трьох частин: Салатавії, Зандака та Ауха. Салатавія населена аварами, Аух та Зандак — чеченцями. Подібно до того, як в інших місцях, населених цими племенами, у Нагірному окрузі громадський устрій мав характер демократичний, станів у тутешнього населення не існувало. Хоча в населенні виділяються особи, які користуються особливою пошаною та повагою, проте набутих ними особисто переваг нащадками вони не передавали.

## Адміністративний поділ
В адміністративному відношенні спочатку в 1862 округ ділився на 3 наїбства (ділянки).
- Ауховське — центр аул Яриксу-Аух. Населення на 1868 рік — 5593 осіб, в основному аккінці[4].
- Зандакське — центр аул Ножай-Юрт. Населення на 1868 рік — 6750 осіб, в основному чеченці.
- Салатавське — центр аул Буртунай. Населення на 1868 рік — 5517 осіб, в основному аварці.